# Alessandra Lunardi
Alessandra Lunardi (1958) é uma matemática italiana, especialista em análise matemática. É professora do Departamento de Matemática e Ciência da Computação da Universidade de Parma. É particularmente interessada em equações de Kolmogorov e problemas de fronteira livre.

## Formação e carreira
Lunardi estudou na Universidade de Pisa, onde obteve a graduação em 1980 e obteve um doutorado em 1983 com a tese Analyticity of the maximal solution to fully nonlinear equations in Banach spaces, orientada por Giuseppe Da Prato.
Após continuar em Pisa como pesquisadora de 1984 a 1987, foi professora plena da Universidade de Cagliari em 1987, seguindo para Parma em 1994.

## Contribuições
Lunardi é autora de Analytic semigroups and optimal regularity in parabolic problems (Birkhäuser, 1995, reimpresso 2013) e de Interpolation theory (Edizioni della Normale, 1998, 3rd ed., 2018). Com G. Da Prato, P. C. Kunstmann, I. Lasiecka, R. Schnaubelt e L. Weis, é co-autora de Functional Analytic Methods for Evolution Equations (Springer, 2004).
Lunardi é uma das seis editors-in-chief do periódico Nonlinear Differential Equations and Applications (NoDEA).
She also served as editor-in-chief of Rivista di Matematica della Università di Parma for Series 7 of the journal, from 2002 to 2008.

## Reconhecimento
Em 1987 Lunardi recebeu o Prêmio Giuseppe Bartolozzi da Unione Matematica Italiana. Em 2017 recebeu o Prêmio Amerio do Istituto Lombardo Accademia di Scienze e Lettere.